# Prytanée militaire de Libreville
Pour les articles homonymes, voir Prytanée militaire.
Le Prytanée militaire de Libreville est un établissement d'enseignement secondaire gabonais dépendant de la présidence. 
L'établissement forme la future élite civile et militaire.

## Historique
Il a été fondé le 5 novembre 2001 dans le but de former la « future élite intellectuelle du pays ».

## Mission
Il a pour mission de dispenser un enseignement général préparant au BEPC et au Baccalauréat, ainsi qu'une instruction militaire. Il recrute sur concours spécial d'entrée en classe de 6e. Les élèves de cet établissement sont traditionnellement appelés enfants de troupe, ils reçoivent une éducation physique et morale les prédisposant à la carrière d'officier.